# Ampelita soulaiana
Ampelita soulaiana је пуж из реда Stylommatophora и фамилије Acavidae. 

## Угроженост
Ова врста се сматра рањивом у погледу угрожености врсте од изумирања.

## Распрострањење
Ареал врсте је ограничен на једну државу. 
Мадагаскар је једино познато природно станиште врсте.

## Станиште
Врста Ampelita soulaiana је присутна на подручју острва Мадагаскар. 